# Istituto superiore di studi musicali Pietro Mascagni
L'Istituto superiore di studi musicali Pietro Mascagni è un istituto superiore AFAM (alta formazione artistica e musicale) di studi musicali fondato nel 1953, pareggiato ai conservatori di stato nel 1978, finanziato dalla Provincia di Livorno e dal Comune di Livorno fino al 2022 e divenuto conservatorio statale a seguito della statizzazione con effetti dal 1 gennaio 2023.
L'istituto rilascia diplomi accademici di primo e secondo livello validi in 47 paesi secondo la Convenzione di Bologna, titoli equipollenti a lauree, e offre corsi accademici di I livello di canto, composizione, chitarra, clarinetto, contrabbasso, corno, fagotto, flauto, jazz (composizione e corsi strumentali), oboe, pianoforte, sax, strumenti a percussione, tromba, trombone, viola, violino e violoncello. In via sperimentale sono attivi i corsi superiori di II livello per tutte le scuole di strumento e composizione.
Nell'auditorium "Cesare Chiti" interno all'Istituto vengono organizzati stagioni di concerti e una intensa attività culturale; molte sono le attività di produzione musicale che vedono coinvolti studenti e docenti interni all'istituto e provenienti da altri istituti e conservatori italiani ed europei. Il conservatorio aderisce al programma Erasmus+.
Dopo essere stato ospitato nella villa del Presidente, nel 2003 ha trovato sede nel complesso Gherardesca, in via Galilei, a Livorno.